# 田川郡 (羽前国)
- 令制国一覧 > 東山道 > 羽前国 > 田川郡
- 日本 > 東北地方 > 山形県 > 田川郡

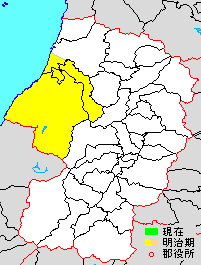
山形県田川郡の範囲

田川郡（たがわぐん）は、山形県（出羽国・羽前国）にあった郡。羽前国で唯一海岸線を有した郡である。

## 郡域
現在の東田川郡・鶴岡市および酒田市の一部（概ね最上川以南）にあたるが、行政区画として画定されたものではない。

## 歴史
多川郡、田河郡と表記されることもあった。和銅5年（712年）に越後国から出羽国が分立した際に出羽郡の南部が分立して成立した。中世末期には東部に櫛引郡が成立していたが後に吸収した。

### 近代以降の沿革
所属町村の変遷は西田川郡#郡発足までの沿革、東田川郡#郡発足までの沿革をそれぞれ参照
- 幕末時点では出羽国に所属した。「旧高旧領取調帳」に記載されている明治初年時点での支配は以下の通り。鶴岡は便宜的に1町として数える。（1町399村）
  - 後の西田川郡域（1町137村） - 鶴岡藩
  - 後の東田川郡域（262村） - 鶴岡藩、松山藩、寺社領
- 明治元年
  - 9月29日（1868年11月13日） - 戊辰戦争後の処分により、鶴岡藩領が酒田民政局の管轄となる。
  - 12月7日（1869年1月19日） - 出羽国が分割され、本郡は羽前国の所属となる。
  - 12月15日（1869年1月27日） - 鶴岡藩・松山藩が減封。鶴岡藩は会津藩に転封（実行されず）。
- 明治2年
  - 6月22日（1869年7月30日）
    - 鶴岡藩が磐城平藩に転封（実行されず）。
    - 松山藩が改称して松嶺藩となる。

  - 7月25日（1869年9月1日） - 鶴岡藩が鶴岡に復帰。
  - 7月26日（1869年9月2日） - 酒田県（第1次）が発足し、寺社領および旧・鶴岡藩領の一部を管轄。
  - 9月13日（1869年10月17日） - 鶴岡藩が改称して大泉藩となる。
- 明治3年
  - 大泉藩の管轄だった飛島の3村（勝浦村・浦村・法木村）が酒田県の管轄となる[1]。
  - 9月28日（1870年10月22日） - 酒田県（第1次）が県庁移転・改称して山形県となる[2]。
- 明治4年
  - 7月14日（1871年8月19日） - 廃藩置県により藩領が大泉県、松嶺県となる。
  - 11月2日（1871年12月13日） - 第1次府県統合により全域が酒田県（第2次）の管轄となる。
- 明治8年（1875年）8月31日 - 酒田県（第2次）が県庁移転・改称して鶴岡県となる。
- 明治9年（1876年）8月21日 - 第2次府県統合により山形県の管轄となる。
- 明治11年（1878年）11月1日 - 郡区町村編制法の山形県での施行により、田川郡のうち鶴岡ほか1町112村の区域に西田川郡が、藤島村ほか199村の区域に東田川郡が、それぞれ行政区画として発足。同日田川郡消滅。